# 洋狗尾草属
洋狗尾草属（学名：Cynosurus）是禾本科下的一个属。该属共有约6种，分布于东半球的温带地区。